# Lista de estados de Palau
A República de Palau, na Micronésia, encontra-se administrativamente dividida em 16 estados que são os seguintes:
| Estado                                                                                        | Capital      | Área (km²) | População (Censo 2000) |
| --------------------------------------------------------------------------------------------- | ------------ | ---------- | ---------------------- |
| Norte de Babeldaob                                                                            |              |            |                        |
| Kayangel                                                                                      | Kayangel     | 1          | 138                    |
| Babeldaob                                                                                     |              |            |                        |
| Aimeliik                                                                                      | Mongami      | 52         | 272                    |
| Airai                                                                                         | Ngetkib      | 44         | 2.104                  |
| Melekeok                                                                                      | Melekeok     | 28         | 239                    |
| Ngaraard                                                                                      | Ulimang      | 36         | 638                    |
| Ngarchelong                                                                                   | Mengellang   | 10         | 286                    |
| Ngardmau                                                                                      | Urdmang      | 47         | 221                    |
| Ngaremlengui                                                                                  | Imeong       | 65         | 367                    |
| Ngatpang                                                                                      | Ngereklmadel | 47         | 280                    |
| Ngchesar                                                                                      | Ngersuul     | 41         | 267                    |
| Ngiwal                                                                                        | Ngerkeai     | 26         | 193                    |
| Sudoeste de Babeldaob                                                                         |              |            |                        |
| Angaur                                                                                        | Ngeremasch   | 8          | 188                    |
| Koror                                                                                         | Koror        | 18         | 13.303                 |
| Peleliu                                                                                       | Kloulklubed  | 13         | 571                    |
| Rock Islands¹                                                                                 | -            | 47         | -                      |
| Ilhas do Sudoeste                                                                             |              |            |                        |
| Hatohobei                                                                                     | Hatohobei    | 1          | 23                     |
| Sonsorol                                                                                      | Dongosaru    | 3          | 39                     |
| Palau                                                                                         | Ngerulmud    | 444        | 19.129                 |
| ¹ As ilhas Rock (também chamadas Chelbacheb) não são um estado nem pertencem a nenhum estado. |              |            |                        |
| ² A capital nacional de Palau foi alterada de Koror para Ngerulmud em 7 de Outubro de 2006.   |              |            |                        |